# Distrito de Alirajpur
Alirajpur (en hindi; अलीराजपुर जिला) es un distrito de la India en el estado de Madhya Pradesh. Código ISO: IN.MP.AL.
Comprende una superficie de 2165 km².
El centro administrativo es la ciudad de Alirajpur.

## Demografía
Según censo 2011 contaba con una población total de 728677 habitantes, de los cuales 365929 eran mujeres y 362748 varones.